# 战争艺术III
《战争艺术III》（英語：The Operational Art of War III）是一款由Matrix Games公司开发的战棋游戏，允许模拟从马拉松战役到未来战争的任何形式的战争，游戏发行于2006年，本身自带二战与现代虚拟战役等多个剧本，有着非常强的游戏性。